# دوربن
البلدية المجمعة دوربن هي بلدية مجمعة في ضاحية إيمسلاند في سكسونيا السفلى, ألمانيا.